# Omphalocarpum elatum
Omphalocarpum elatum là một loài thực vật có hoa trong họ Hồng xiêm. Loài này được Miers mô tả khoa học đầu tiên năm 1875.

## Hình ảnh

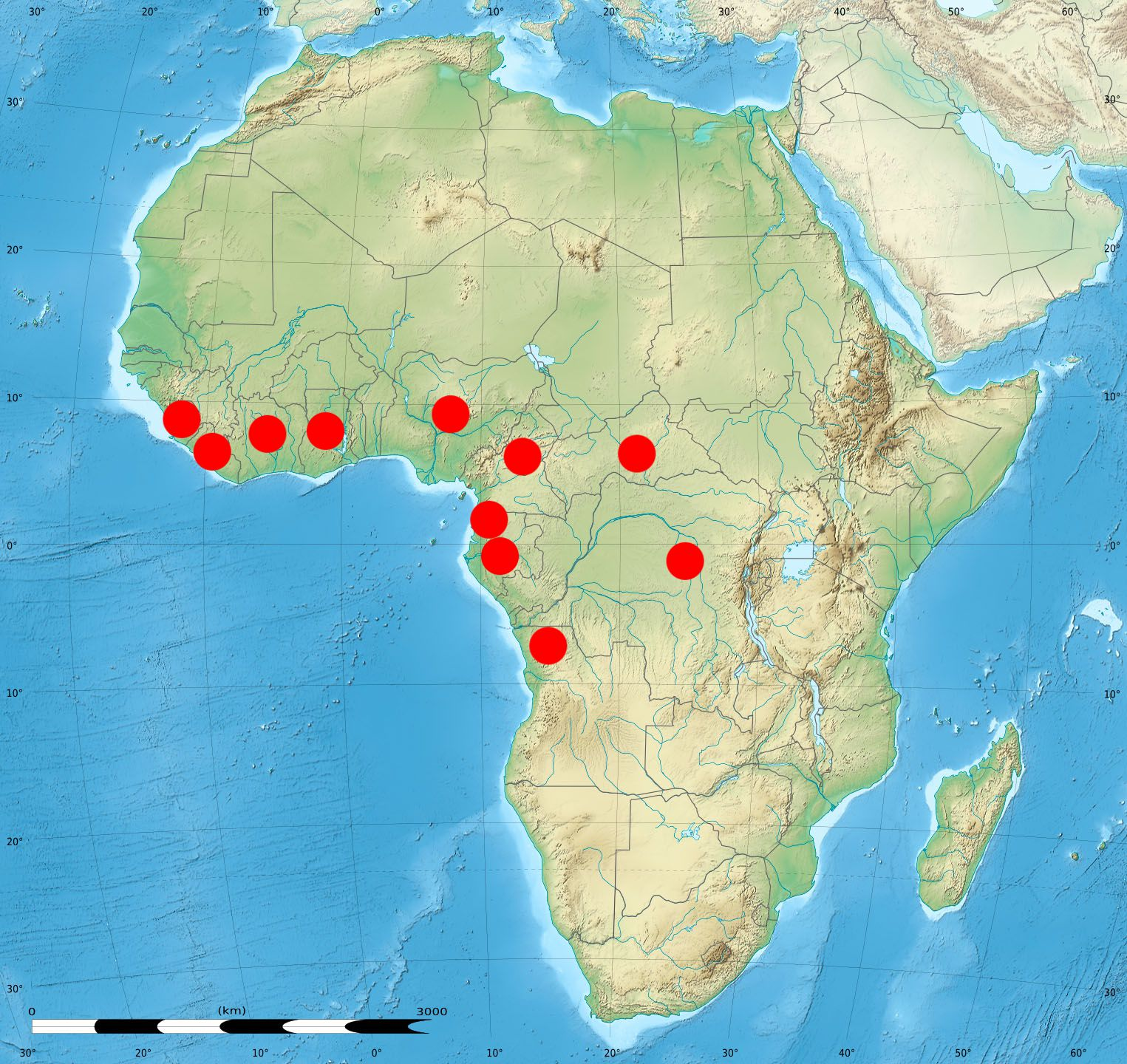
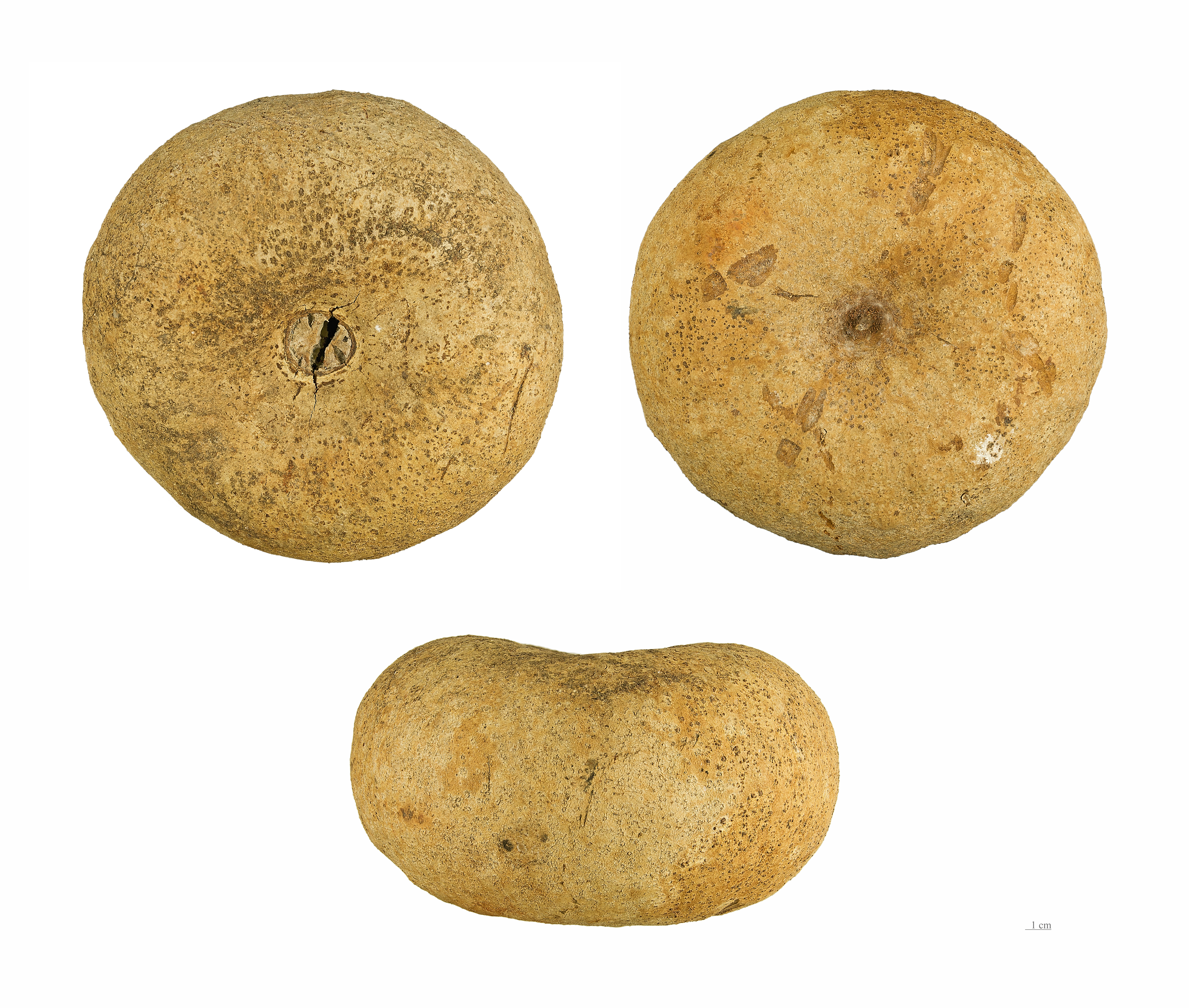